# Five Rings of Moscow
Das Five Rings of Moscow (auf Deutsch Fünf Ringe von Moskau) ist ein Straßenradrennen in Russland. Die kleine Rundfahrt findet um Moskau herum statt und besteht aus fünf Etappen. Erstmals wurde das Rennen 1993 ausgetragen. Im Jahr 2005 ist es Teil der UCI Europe Tour geworden und hat die Kategorie 2.2.

## Sieger
| - 1993: Juri Amelchin - 1994: Alexander Saizew - 1995: Sergei Kusnezow - 1996: Nowel Fadejew - 1997: Oleg Grischkin - 1998: Dimitri Galkin - 1999: Sergei Kudenzow - 2000: Dmitri Gorbatschew - 2001: Iwan Terenin - 2002: Andrei Pschelkin - 2003: Andrei Pschelkin | - 2004: Iwan Terenin - 2005: Eduard Worganow - 2006: Alexander Chatunzew - 2007: Aljaksandr Kuschynski - 2008: Denis Galimsjanow - 2009: Timofei Krizki - 2010: Sergei Firsanow - 2011: Sergei Firsanow - 2012: Igor Bojew - 2013: Maxim Rasumow - 2014: Andrei Solomennikow | - 2015: Olexandr Poliwoda - 2016: nicht ausgetragen - 2017: Juri Trofimow - 2018: Andrei Prostokischin - 2019: Jauhen Sobal - 2020: nicht ausgetragen wegen Covid19 - 2021: Igor Frolow |